# Ліцинія Старша
Ліцинія Красса Старша (*Licinia бл. 148 до н. е. — після 121 до н. е.) — римська матрона часів Римської республіки.

## Життєпис
Походила з заможних плебейських родів Ліциніїв та Муціїв. Донька Публія Ліцінія Красса Муціана, великого понтифіка, та Клавдії, доньки Гая Клавдія Пульхра, консула 177 року до н. е.
Здобула хорошу освіту. У 143 році до н. е. була заручена з сином Сервія Сульпіція Гальби, консула 144 року до н. е. Вийшла за нього заміж в середині 130-х років до н. е. Мала 2 синів. Своїм шлюбом сприяла поєднанню заможного роду Ліциніїв Крассів з патриціями Сульпіціями. Померла після 121 року до н. е.

## Родина
Чоловік — Гай Сульпіцій Гальба, легат 110 року до н. е.
Діти:
- Гай Сульпіцій Гальба, монетарій 106 року до н. е.
- Сервій Сульпіцій Гальба, претор бл. 91 року до н. е., відзначився у Союзницькій війні 90—88 до н. е.